# 浄蓮寺 (枚方市)
浄蓮寺（じょうれんじ）は、大阪府枚方市禁野本町にある仏教寺院である。

## 歴史
1939年（昭和14年）枚方の禁野火薬庫が爆発し、そのあおりで地蔵堂を残して本堂、庫裡が一瞬にして吹っ飛び、お寺に係る文書などは一切残っていないとのことであり、境内墓地の一角にある瓢箪坊の墓石などが僅かに歴史を語るのみである。
1943年（昭和18年）本堂が再建され、現在に至っている。